# Eccellenza 2005-2006
Il campionato di calcio di Eccellenza regionale 2005-2006 è stato il quindicesimo organizzato in Italia. Rappresenta il sesto livello del calcio italiano. Il campionato è strutturato su vari gironi all'italiana su base regionale.
Questo è il quadro delle squadre promosse alla Serie D dai vari campionati di Eccellenza regionale. Sono ammesse alla massima categoria dilettantistica italiana le vincenti dei rispettivi campionati regionali più le sette migliori squadre risultanti dai play-off a cui accedono le squadre designate dai vari comitati regionali a seguito dei propri regolamenti.

## Campionati
- Eccellenza Abruzzo 2005-2006
- Eccellenza Basilicata 2005-2006
- Eccellenza Calabria 2005-2006
- Eccellenza Campania 2005-2006
- Eccellenza Emilia-Romagna 2005-2006
- Eccellenza Friuli-Venezia Giulia 2005-2006
- Eccellenza Lazio 2005-2006
- Eccellenza Liguria 2005-2006
- Eccellenza Lombardia 2005-2006
- Eccellenza Marche 2005-2006
- Eccellenza Molise 2005-2006
- Eccellenza Piemonte-Valle d'Aosta 2005-2006
- Eccellenza Puglia 2005-2006
- Eccellenza Sardegna 2005-2006
- Eccellenza Sicilia 2005-2006
- Eccellenza Toscana 2005-2006
- Eccellenza Trentino-Alto Adige 2005-2006
- Eccellenza Umbria 2005-2006
- Eccellenza Veneto 2005-2006

## Quadro riepilogativo nazionale
| Regione/Girone          | Sqr  | 1ª classificata e promossa in Serie D | Altre promozioni in Serie D | 2ª classificata            | Vincente Coppa                |
| ----------------------- | ---- | ------------------------------------- | --------------------------- | -------------------------- | ----------------------------- |
| Abruzzo                 | 18   | Santegidiese                          | Valle del Giovenco          | Valle del Giovenco (2°)    | Pianella                      |
| Basilicata              | 18   | Sporting Genzano                      | -                           | Avigliano                  | Avigliano                     |
| Calabria                | 16   | Paolana                               | Castrovillari               | Castrovillari (2°)         | Rosarno                       |
| Campania Girone A       | 16   | Ischia                                | -                           | Internapoli Camaldoli (2°) | Ippogrifo Sarno               |
| Campania Girone B       | 16   | Sant'Antonio Abate                    | Ippogrifo Sarno             | Gragnano (2°)              | Ippogrifo Sarno               |
| Emilia-Romagna Girone A | 18   | Fidenza                               | -                           | Formigine                  | San Secondo Parmense          |
| Emilia-Romagna Girone B | 18   | Giacomense                            | -                           | Copparese                  | San Secondo Parmense          |
| Friuli-Venezia Giulia   | 16   | Pordenone                             | -                           | Sevegliano                 | Muggia                        |
| Lazio Girone A          | 18   | Anziolavinio                          | Civitavecchiese             | Civitavecchiese            | Santa Marinella               |
| Lazio Girone B          | 18   | Morolo                                | -                           | Terracina                  | Santa Marinella               |
| Liguria                 | 18   | Imperia                               | Sarzanese                   | Sarzanese                  | Imperia                       |
| Lombardia Girone A      | 18   | Turate                                | -                           | Corsico (5°)               | Nuova Verolese                |
| Lombardia Girone B      | 18   | Merate                                | -                           | Voluntas Osio Sotto (5°)   | Nuova Verolese                |
| Lombardia Girone C      | 18   | Darfo Boario                          | -                           | SS Serenissima (3°)        | Nuova Verolese                |
| Marche                  | 18   | Centobuchi                            | -                           | Montegiorgio (3°)          | Montegiorgio                  |
| Molise                  | 16   | Petacciato                            | -                           | Olympia Agnonese (3°)      | Guglionesi                    |
| Piemonte Girone A       | 16   | Canelli                               | -                           | Biella V.L. (2°)           | Settimo                       |
| Piemonte Girone B       | 16   | Rivarolese                            | -                           | Nova Colligiana (2°)       | Settimo                       |
| Puglia                  | 18   | Barletta                              | -                           | Fasano (2°)                | Lucera                        |
| Sardegna                | 16   | Tempio                                | -                           | Budoni                     | Tavolara                      |
| Sicilia Girone A        | 16   | Paternò                               | Acicatena                   | Acicatena (3°)             | Akragas                       |
| Sicilia Girone B        | 16   | Licata                                | -                           | Akragas (2°)               | Akragas                       |
| Toscana Girone A        | 16   | Esperia Viareggio                     | Forte dei Marmi             | Forte dei Marmi (2°)       | Esperia Viareggio             |
| Toscana Girone B        | 16   | Figline                               | -                           | Castelnuovese (3°)         | Esperia Viareggio             |
| Trentino-Alto Adige     | 16   | Porfido Albiano                       | -                           | Sankt Pauls                | Alta Vallagarina              |
| Umbria                  | 16   | Arrone                                | -                           | Deruta (3°)                | Pontevecchio                  |
| Veneto Girone A         | 16   | Virtus Vecomp Verona                  | La Nuova Piovese            | La Nuova Piovese           | Virtus Vecomp Verona          |
| Veneto Girone B         | 16   | Union Quinto                          | -                           | Edo Mestre                 | Virtus Vecomp Verona          |
|                         | Tot. |                                       |                             |                            | Vincente Fase Nazionale Coppa |
| 28 gironi               | 472  |                                       |                             |                            | Esperia Viareggio             |

## Play-off nazionali

### Primo turno
| Squadra 1                        | Totale | Squadra 2                        | Andata | Ritorno |
| -------------------------------- | ------ | -------------------------------- | ------ | ------- |
| Lombardia C SS Serenissima       | 1 - 6  | Piemonte A Biella V.L.           | 1 - 2  | 0 - 4   |
| Veneto B Edo Mestre              | 3 - 4  | Liguria Sarzanese                | 1 - 3  | 2 - 1   |
| Lombardia A Corsico              | 5 - 2  | Piemonte B Nova Colligiana       | 2 - 1  | 3 - 1   |
| Friuli-Venezia Giulia Sevegliano | 2 - 3  | Veneto A La Nuova Piovese        | 0 - 1  | 2 - 2   |
| Lombardia B Voluntas Osio Sotto  | 4 - 1  | Trentino-Alto Adige Sankt Pauls  | 3 - 1  | 1 - 0   |
| Emilia-Romagna B Copparese       | 3 - 8  | Abruzzo Valle del Giovenco       | 2 - 3  | 1 - 5   |
| Toscana B Castelnuovese          | 1 - 0  | Umbria Deruta                    | 1 - 0  | 0 - 0   |
| Lazio B Terracina                | 1 - 3  | Toscana A Forte dei Marmi        | 1 - 2  | 0 - 1   |
| Emilia-Romagna A Formigine       | 1 - 3  | Sardegna Budoni                  | 0 - 0  | 1 - 3   |
| Lazio A Civitavecchiese          | 3 - 2  | Marche Montegiorgio              | 2 - 1  | 1 - 1   |
| Molise Olympia Agnonese          | 3 - 6  | Sicilia A Acicatena              | 2 - 3  | 1 - 3   |
| Sicilia B Akragas                | 0 - 4  | Puglia Fasano                    | 0 - 1  | 0 - 3   |
| Campania B Gragnano              | 5 - 2  | Campania A Internapoli Camaldoli | 2 - 0  | 3 - 2   |
| Calabria Castrovillari           | 2 - 1  | Basilicata Avigliano             | 1 - 0  | 1 - 1   |

### Secondo turno
- Le vincenti sono promosse in Serie D 2006-2007

| Squadra 1                  | Totale      | Squadra 2                       | Andata | Ritorno             |
| -------------------------- | ----------- | ------------------------------- | ------ | ------------------- |
| Piemonte A Biella V.L.     | 0 - 3       | Liguria Sarzanese               | 0 - 0  | 0 - 3               |
| Veneto A La Nuova Piovese  | 4 - 3       | Lombardia A Corsico             | 2 - 3  | 2 - 0               |
| Abruzzo Valle del Giovenco | 4 - 2       | Lombardia B Voluntas Osio Sotto | 1 - 2  | 3 - 0               |
| Toscana A Forte dei Marmi  | 4 - 3       | Toscana B Castelnuovese         | 2 - 2  | 2 - 1               |
| Sardegna Budoni            | 2 - 2 (gfc) | Lazio A Civitavecchiese         | 2 - 2  | 0 - 0               |
| Puglia Fasano              | 2 - 4       | Sicilia A Acicatena             | 2 - 1  | 0 - 3               |
| Campania B Gragnano        | 4 - 4       | Calabria Castrovillari          | 3 - 1  | 1 - 3 dts (3-6 dcr) |